# Совместная декларация о доктрине оправдания
Совместная декларация о доктрине оправдания — декларация догматического единства, подписанная представителями католицизма и лютеранства в 1999 году в Аугсбурге. На момент подписания главным догматическим различием между католиками и лютеранами был вопрос о спасении: верой и добрыми делами (католики) или только верой (лютеране). Декларация утвердила формулу «добрыми делами посредством веры». Это не привело к объединению деноминаций, однако значительно улучшило их отношение друг к другу.
3 января 2021 года Папский совет по содействию христианскому единству и Всемирная лютеранская федерация опубликовали пересмотренный перевод на итальянский язык Совместной декларации о доктрине оправдания, подписанной в 1999 году. Пересмотренный вариант гласил: 
Единственно лишь благодатью, верой в спасительное деяние Христа, а не вследствие заслуг с нашей стороны, мы приняты Богом и получаем Святого Духа, Который обновляет наши сердца, призывая нас к добрым делам и делая способными их совершать.

## Подписи под декларацией поставили
- Эдуард Кассиди — кардинал, председатель Папского совета по содействию христианскому единству
- Христиан Краузе — епископ, президент Всемирной Лютеранской федерации
- Ишмаэль Ноко — генеральный секретарь Всемирной Лютеранской федерации
- шесть вице-президентов ВЛФ:
  - Сигрун Мугедаль (Норвегия),
  - Пармата Абасу Ишайя (Нигерия),
  - д-р Прасанна Кумари (Индия),
  - д-р Юлиус Фило (Словакия),
  - Уберто Кирххайм (Бразилия),
  - епископ Джордж Андерсон (США)